# Petr Průcha
Petr Průcha (né le 14 septembre 1982 à Chrudim en Tchécoslovaquie, par la suite ville de République tchèque) est joueur professionnel tchèque de hockey sur glace qui évolue au poste de centre.

## Carrière
Choisi par les Rangers de New York à la 204e position du repêchage d'entrée dans la LNH 2002, Průcha a d'abord débuté dans l'Extraliga tchèque avec le HC IPB Pojišťovna Pardubice et avec qui il a remporté ce championnat en 2004-2005. À l'issue de cette saison, il participe au championnat du monde avec l'équipe nationale tchèque qui remporte la médaille d'or en battant le Canada en finale.
Il rejoint ensuite les Rangers et marque 30 buts et 17 aides pour 47 points au cours de sa première saison dans la Ligue nationale de hockey.

## Statistiques
| Saison     | Équipe                       | Ligue      |     | Saison régulière | Saison régulière | Saison régulière | Saison régulière | Saison régulière |   | Séries éliminatoires | Séries éliminatoires | Séries éliminatoires | Séries éliminatoires | Séries éliminatoires |
| Saison     | Équipe                       | Ligue      | PJ  | B                | A                | Pts              | Pun              | PJ               | B | A                    | Pts                  | Pun                  |                      |                      |
| 2001-2002  | HC IPB Pojišťovna Pardubice  | Extraliga  | 20  | 1                | 1                | 2                | 2                | 5                | 0 | 0                    | 0                    | 0                    |                      |                      |
| 2002-2003  | HC ČSOB Pojišťovna Pardubice | Extraliga  | 49  | 7                | 9                | 16               | 12               | 17               | 2 | 6                    | 8                    | 8                    |                      |                      |
| 2003-2004  | HC Moeller Pardubice         | Extraliga  | 48  | 11               | 13               | 24               | 24               | 7                | 4 | 3                    | 7                    | 2                    |                      |                      |
| 2004-2005  | HC Moeller Pardubice         | Extraliga  | 47  | 7                | 10               | 17               | 24               | 16               | 6 | 7                    | 13                   | 2                    |                      |                      |
| 2005-2006  | Rangers de New York          | LNH        | 68  | 30               | 17               | 47               | 32               | 4                | 1 | 0                    | 1                    | 0                    |                      |                      |
| 2005-2006  | Wolf Pack de Hartford        | LAH        | 2   | 2                | 1                | 3                | 0                | -                | - | -                    | -                    | -                    |                      |                      |
| 2006-2007  | Rangers de New York          | LNH        | 79  | 22               | 18               | 40               | 30               | 10               | 0 | 1                    | 1                    | 4                    |                      |                      |
| 2007-2008  | Rangers de New York          | LNH        | 62  | 7                | 10               | 17               | 22               | 3                | 0 | 0                    | 0                    | 0                    |                      |                      |
| 2008-2009  | Rangers de New York          | LNH        | 28  | 4                | 5                | 9                | 19               | -                | - | -                    | -                    | -                    |                      |                      |
| 2008-2009  | Coyotes de Phoenix           | LNH        | 19  | 2                | 8                | 10               | 6                | -                | - | -                    | -                    | -                    |                      |                      |
| 2009-2010  | Coyotes de Phoenix           | LNH        | 79  | 13               | 9                | 22               | 23               | 7                | 1 | 2                    | 3                    | 4                    |                      |                      |
| 2010-2011  | Coyotes de Phoenix           | LNH        | 11  | 0                | 1                | 1                | 4                |                  |   |                      |                      |                      |                      |                      |
| 2010-2011  | Rampage de San Antonio       | LAH        | 20  | 8                | 13               | 21               | 2                |                  |   |                      |                      |                      |                      |                      |
| 2010-2011  | SKA Saint-Pétersbourg        | KHL        | 11  | 1                | 2                | 3                | 4                | 11               | 5 | 1                    | 6                    | 14                   |                      |                      |
| 2011-2012  | SKA Saint-Pétersbourg        | KHL        | 52  | 14               | 26               | 40               | 20               | 15               | 2 | 1                    | 3                    | 4                    |                      |                      |
| 2012-2013  | SKA Saint-Pétersbourg        | KHL        | 37  | 14               | 5                | 19               | 26               | 5                | 0 | 2                    | 2                    | 2                    |                      |                      |
| Totaux LNH | Totaux LNH                   | Totaux LNH | 346 | 78               | 68               | 146              | 133              | 24               | 2 | 3                    | 5                    | 8                    |                      |                      |